# Jan Kucharski
Jan Kucharski (ur. 24 czerwca 1949 w Partęczynach) – polski profesor nauk rolniczych w zakresie biochemii gleby i mikrobiologii środowiskowej, nauczyciel akademicki, doktor honoris causa Akademii Rolniczej w Szczecinie
Studia na Wydziale Rolniczym Akademii Rolniczo-Technicznej w Olsztynie ukończył w 1973. Po studiach został zatrudniony w macierzystej uczelni, gdzie przeszedł przez wszystkie szczeble kariery akademickiej od stanowiska asystenta do profesora. Stopień doktora otrzymał w 1978, doktora habilitowanego – w 1986, a tytuł profesora nauk rolniczych – w 1993. 10 czerwca 2005 został doktorem honoris causa Akademii Rolniczej w Szczecinie, laudację wygłosił profesor Edward Krzywy.
Wypromował 10 doktorów, 116 magistrów inżynierów i 34 inżynierów. Recenzował 18 wniosków na stanowisko i tytuł profesora, 34 prace habilitacyjne i 31 prac doktorskich oraz 234 prace dyplomowe. Uczestniczył w pracy 63 komisji doktorskich i habilitacyjnych, był członkiem 32 komitetów naukowych konferencji. Recenzował ok. 200 projektów badawczych (KBN, MNiSW, NCN, NCBiR) i ok. 450 wniosków o finansowanie dużej infrastruktury badawczej (MNiSW). Jest autorem ok. 300 oryginalnych publikacji naukowych. Pełnił liczne funkcje w uczelni, był prodziekanem (1996-1997) i dziekanem (1997-1999; 1999-2002; 2002-2005), kierownikiem Katedry Mikrobiologii (1988-2009), członkiem Senatu (1993-2012).
Sprawował także liczne funkcje poza uczelnią, m.in. był przewodniczącym Komitetu Gleboznawstwa i Chemii Rolnej Polskiej Akademii Nauk (2007-2012), przewodniczącym Komisji Akredytacyjnej kierunku rolnictwo uczelni rolniczych (2005-2009), przewodniczącym Konferencji Dziekanów wydziałów rolniczych uczelni polskich (2002-2005).

## Wybrane publikacje[6]
- Biochemical properties of soil contaminated by petrol. PJES 2000, 9 (6), 479-486 (wsp. Jadwiga Wyszkowska)[7]
- The effects of copper on soil biochemical properties and its interaction with other heavy metals. PJES 2006, 15 (6), s. 927-934 (wsp. Jadwiga Wyszkowska, W Lajszner)[8]
- Effect of cadmium, copper and zinc on plants, soil microorganisms and soil enzymes. J. Elem. 2013, 8 (4), s. 769–796 (wsp. Jadwiga Wyszkowska, Agata Borowik, Mirosław Kucharski)[9]
- Microbial and enzymatic activity of soil contaminated with azoxystrobin. Environ. Monit. Assess. 2015, 187, 615, s. 1-15 (wsp. Małgorzata Baćmaga, Jadwiga Wyszkowska)[10]

## Odznaczenia i medale
- Złoty Krzyż Zasługi (2001)
- Medal Zasłużony dla Akademii Rolniczej w Szczecinie (2005)
- Medal za Zasługi dla Wydziału Rolniczego dla Akademii Rolniczej we Wrocławiu (2005)
- Medal Okolicznościowy „Universitatis Warmiensis Masuriensis” in Olsztyn (2005)